# Слепиковского (маяк)
Маяк Слепиковского (англ. Slepikovskogo Llighthouse) — башня, которую возвел на Сахалине в 1943 году инженер Синобу Миура (яп. 三浦忍), кто построил в 1939 году маяк Анива. Маяк стоит на мысе Слепиковского посреди песчаных дюн на берегу Тихого океана. Высота огня от уровня моря — 23,6 м. Смотритель маяка Юрий Гаспаров.
Два маяка — Холмск и мыс Слепиковского являются частью круглогодичной навигационно-гридрографической подсистемы. Маяк Слепиковского до настоящего времени несёт свою службу и привлекателен как произведение инженерного искусства для посещения туристами, но требует защиты вследствие активного разрушения берега:61. Функционирование туристического маршрута «Мыс Слепиковского и маяк Слепиковского» возможно с мая по октябрь.

## География
Маяк территориально расположен на побережье самого крупного в Северной Пацифике пролива, отделяющего остров Сахалин от материка. Этот пролив состоит из четырёх акваторий: Татарский пролив, пролив Невельского (Г. И. Невельский открыл этот пролив), Амурский лиман и Сахалинский залив. Единая проливная система имеет протяжённость 948 км, по ней осуществляется сквозное сообщение — проход судов малого и среднего тоннажа между Японским и Охотским морями. В северной части Холмского городского округа расположен аккумулятивный выступ мыса Слепиковского из серии береговых валов с дюнными массивами и озёрами. Побережье округа является самым тёплым на острове:59.
Здесь, на горных склонах, обращённых к морю, распространены тёмнохвойные леса (пихта сахалинская и ель аянская), деревья и лианы южных широт: бархат сахалинский, ясень маньчжурский, аралия, лимонник, элеутерококк и др. в сочетании со знаменитым сахалинским высокотравьем:59.

## История
21 мая 1870 года был основан русский военный пост Маука — в этот день со шхуны «Восток» на западный берег острова Сахалин с инструментом и запасами продовольствия сошли 10 человек: унтер-офицер и 9 солдат 4-го Восточно-Сибирского линейного батальона. Выбор места для строительства поста чуть севернее айнского селения было возложено на поручика В. Т. Фирсова:60.
С 1943 по 1945 годы маяк на мысе Слепиковского назывался Коноторо (яп. 小能登呂) и был построен японцами как один из 25 маяков и створных знаков, установленных на южной части Сахалина в ходе правления японского губернаторства Карафуто (японское название острова Сахалин) в период с 1905 по 1945 годы. В это время на берегах острова были построены маяки Хиноде-Бана (1914), Крильон (1914), Сони (1914), Киннуси (мыс Лопаткина, 1919), маяк на мысе Тонин (1935), Ламанон (1940). Примечательно что все маяки Южного Сахалина выполнены в единообразной цветовой схеме за исключением маяка Слепиковского (Коноторо), окрашенного в красный цвет. Все остальные маяки времени губернаторства Карафуто были окрашены в черно-белую горизонтальную линию.
После принятия маяка в ведение Гидрографической службы флота СССР мыс Коноторо получил нынешнее его название — Мыс Слепиковского, а в след за ним был переименован и маяк. 12 октября 1948 года в Извещении мореплавателям Гидрографической службы Тихоокеанского флота № 420 было объявлено о переименовании «маяка Коноторо» в «маяк Слепиковского». Так, мыс и маяк были названы в честь командира русского Чиписанского партизанского отряда штабс-капитана Бронислава Владиславовича Гротто-Слепиковского, сражавшегося во время Русско-японской войны и погибшего в 1905 году в бою с японским десантом на южном Сахалине у озера Тунайча.

### Подвиг отряда Слепиковского
Южный Сахалин на июнь 1905 года обороняли несколько партизанских отрядов общей численностью 1363 человека и 198 лощадей. В Чеписанском отряде штабс-капитана Гротто-Слепиковского насчитывалось 175 человек, 36 лошадей и один пулемет.
23 июня на мысе Крильон появилась японская береговая эскадра, состоявшая из 53 судов с десантом из дивизии пехоты, четырех орудийных батарей и нескольких эскадронов кавалерии. Отряд Слепиковского на момент высадки японского десанта находился в деревне Чеписани на берегу Анивского залива в 10-15 верстах от места высадки десанта. Партизаны под командованием Слепиковского держали оборону в течение 35 дней. Чтобы покончить с дружиной Слепиковского японцы назначили особый отряд и придали ему батарею скорострельной артиллерии из восьми орудий. 28 июля русские партизаны были окружены. М. Андреев 28 октября 1905 г. из Хабаровска докладывал:
«Штабс-капитан Слепиковский с биноклем в руках стоял на валу и бесстрашно наблюдал за огнем, ободряя людей. Более двух часов длилось обстреливание. Около 9 часов утра одним из с нарядов Слепиковский был поражен в поясницу и убит на месте; с ним поражено осколками 4 дружинника. Так пал этот честный воин – одиноко со своей дружиною державшийся 35 дней в дебрях пустынного острова за 10 000 верст от родины и сражавшийся без всякой надежды на помощь, которая ниоткуда и никоим образом не могла к нему явиться».
На месте гибели партизанского отряда проводились поисковые экспедиции. В 1989 и в 1990 годах на месте боев были обнаружены остатки по меньшей мере 65 человек, которые были с почестями захоронены в девяти братских могилах.

## Эволюция характеристик
Первоначально оптическая система японского производства диаметром 600 мм оснащалась керосинокалильными, затем ацетиленовыми горелками, впоследствии замененными электрическими лампами. Вращение осветительного аппарата осуществлялось при помощи часового механизма.
В 1951–1952 годах было проведено переоснащение маяка — он был переведен на автономное электрическое освещение. 8 июля 1952 года Извещением Гидрографической службы Тихоокеанского флота №249 было объявлено о вводе в действие электрического маяка вместо ацетиленового. Маяк начал светить с характеристикой: свет 1 сек + темн. 14 секунд — период 15 секунд, то есть 4 проблеска в минуту. Дальность видимости огня таким образом увеличилась до 16 миль (30 км). Также на маяке был установлен новый светооптический вращающийся аппарат марки ЭМ 35/1 с лампой марки ММ-9 мощностью 50 ватт. Аппарат был изготовлен на заводе №338 ВМС (позднее назывался «Завод штурманских приборов») в Ленинграде. В аппарате были установлены 4 дисковые линзы марки Л-350. Сила света маяка составила 166 тыс. свечей, а сила света лампы 1040 свечей. Вращение аппарата производилось электромотором мощностью 125 ватт. Для электропитания маяка были установлены два бензиноэлектрических аппарата марки Л-3/2 с моторами мощностью по 3 л. с. и генераторами мощностью по 1,5 квт. Прежний световой фонарь при этом остался в качестве резервного.
Новому переоснащению маяк подвергся уже в 1962 году. В фонарном сооружении вместо аппарата ЭМ-35/1 на тумбе и подъемно-фокусирующем устройстве была установлена цилиндрическая линза марки Л-500, выпущенная Горьковским стекольным заводом. Наружный диаметр линзы составлял 608 мм, высота — 510 мм, фокусное расстояние — 250 мм. Новым источником света стала электролампа марки ММ-16 мощностью 250 ватт. Эффективная сила света маячного огня таким образом составила 17 577 свечей. Дальность видимости огня при этом сохранилась прежней. Изменилась при этом светотехническая характеристика маяка: свет 1,5 сек. + темн. 10,5 сек — период 12 сек., то есть 5 проблесков в минуту.

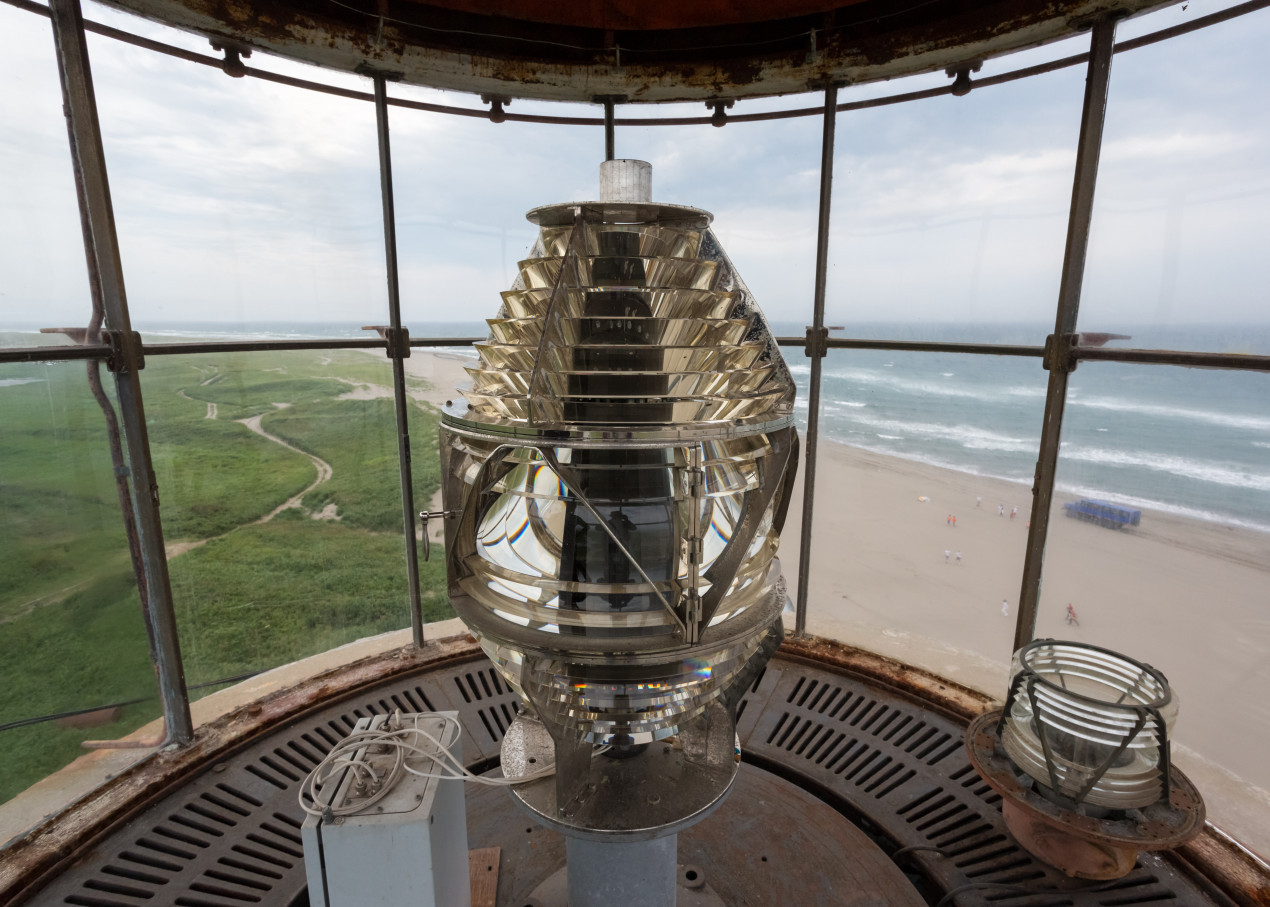
Маяк Слепиковского делает пять проблесков в минуту.
Фото: РГО, Марина Круглякова

Помимо новых источника света и оптического устройства в 1961 году маяк получил и источник питания — был установлен ветроэлектрогенератор марки ВЭ-5 мощностью 1,60 квт и 12 аккумуляторов марки 6 СТЭ-128. Ветряной источник энергии проработал до 1967 года. В качестве резервного источника в это время применялся бензоэлектрический аппарат марки Л-6/3 с двигателем мощностью 6 л.с. и генератором мощностью 2,80 квт постоянного тока.
В 1973 году маяк получил новый светооптический аппарат марки ЭМН-500 с электролампой марки ММ 110-500 мощностью 500 ватт. В качестве источника электропитания была установлена автоматическая ветровая электростанция марки АВЭС-1-5 мощностью 1 квт. К сожалению, как и предыдущая ветровая установка, она проработала недолго — из-за сильных штормовых ветров она довольно быстро вышла из строя. Маяк продолжил работать, получая электропитание от двух дизель-электрических агрегатов мощностью 20 и 10 квт. В 1990 году снова изменилась светотехническая характеристика проблескового огня: свет 3 сек. + темн. 9 сек — период 12 сек, то есть при сохранении прежней частоты 5 проблесков в минуту была вдвое увеличена длительность проблеска. Наконец, в 1991 году маяк был переведен с автономного энергообеспечения на постоянное – Холмской западной электросетью была построена воздушная ЛЭП длиной в 3 км и маяк был подключен к государственной системе электроснабжения острова Сахалин.

## Описание
Маяк Слепиковского располагается на высоте 5,40 м над уровнем моря и представляет собой бетонную коническую башню высотой 23,6 метров, имеющую ограждение верхнего балкона. Как это предусмотрено в японских традициях маячного строительства башня имеет балкон, на котором установлен цилиндрический бетонный цоколь фонарного сооружения высотой 2,80 м и внутренним диаметром 4,20 м. Башня у основания имеет диаметр 5,50 м и в верхней части 4,50 м. Толщина бетонных стен в основании составляет 80 см, а в верхней части — 30 см. Внутреннее цилиндрическое помещение имеет диаметр 3,90 м. В центре помещения установлена вертикальная железобетонная труба наружным диаметром 1,30 м. Труба служит опорой для установки на нее винтовой железобетонной лестницы шириной 1,30 м и является каналом для прокладки кабелей электропитания маячной аппаратуры. Возможно, эта труба первоначально служила для перемещения груза, приводившего в движение часовой механизм вращения оптической системы маячного аппарата.
Балкон с цилиндрической рубкой поддерживают 16 массивных кронштейнов, придающих маяку индивидуальный архитектурный облик. Цилиндрическое фонарное сооружение диаметром 3,20 м имеет двухъярусное остекление — в каждом ярусе располагается по 12 выгнутых штормовых стекол толщиной 8 мм. Стекла этих двух ярусов различны по высоте: нижние имеют высоту 1,20 м, верхние — 0,90 м. Крыша фонарного сооружения представляет собой медный купол с установленным на ней дефлектором и ромбоуказателем — молниеприёмником высотой 2,80 м.

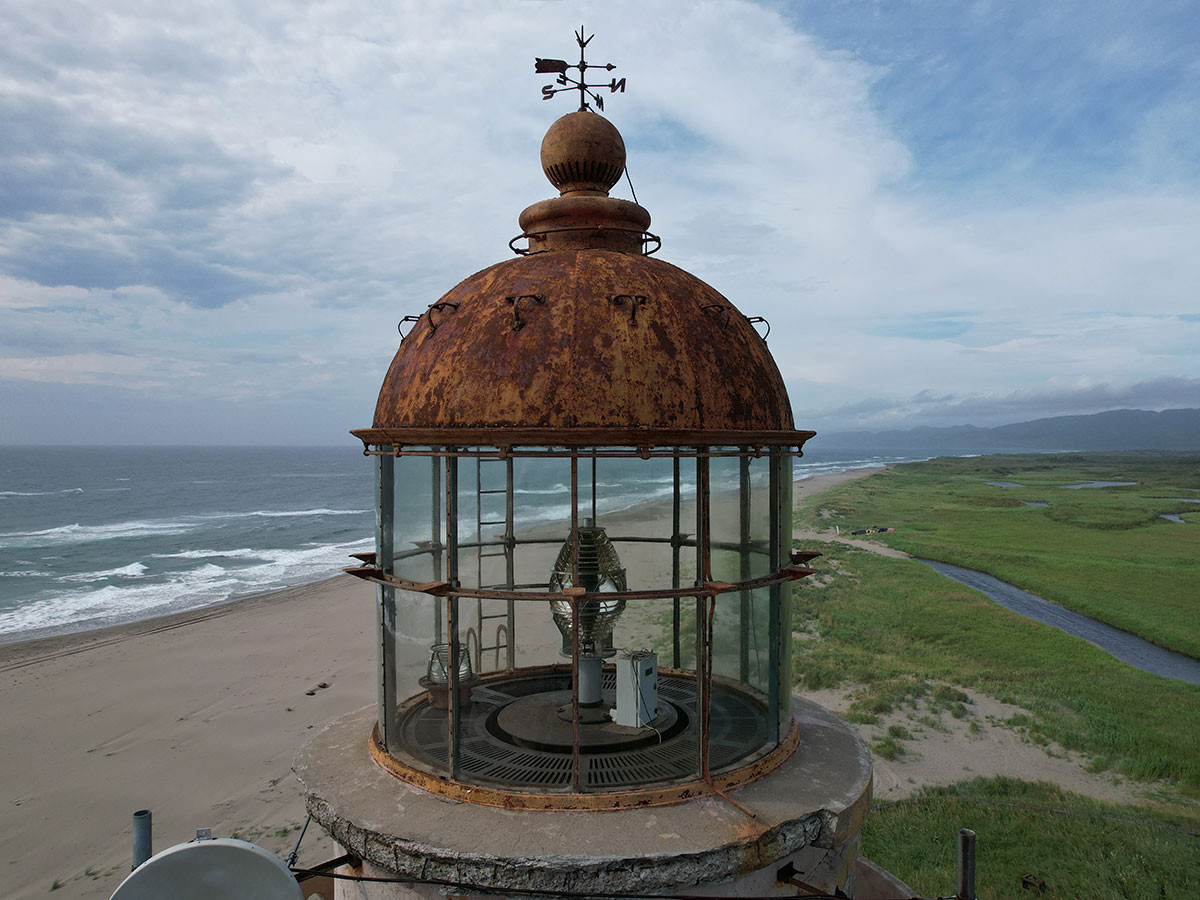
Фонарь маяка Слепиковского.
Фото: Русское географическое общество

В маячную башню можно попасть по соединительному коридору, в котором имеется пара косых ромбовидных окон. Лестница проходит через пристройку и ведет в башню маяка. На втором этаже небольшая площадка с окнами и выходом на верхний этаж пристройки. Винтовая лестница идет мимо сдвижного окна — нижнюю половину фрамуги можно поднять вверх. В центре маячной башни сделана полая колонна для контроля за грузом поворотного механизма светоэлемента. По всей высоте маяка имеется 3 таких технологических отверстия с деревянными дверцами. На верхней площадке — вход к сердцу маяка — в рубку со светооптическим аппаратом, который установлен на поворотном механизме. Из рубки наружу можно выйти на круговой балкон с панорамным видом. К линзе со светоэлементом имеется проход по стальной винтовой лесенке. Весьма оригинальное конструктивное решение мы можем наблюдать с наружной стороны фонарной рубки. Здесь снаружи стальной рамочной конструкции сделаны поручни и подножки для содержания стекол в чистоте и для технического обслуживания крыши.
Маяк интересен и продуманными техническими решениями: башня и маячный городок соединены крытыми коридорами из монолитного железобетона и фактически являются единым сооружением. В случае непогоды, которая на архипелаге не редкость, сотрудники могут обслуживать маяк, не выходя на улицу. Для них здесь предусмотрены две квартиры, служебные помещения, мастерские, колодец и система по сбору дождевой воды.
Команда проекта Русского географического общества и Центра Современной Истории по изучению исторических маяков России в августе 2023 года поработала на острове Сахалин и обследовала маяк.

## Характеристика
Белый проблесковый огонь (англ. Fl.W., 12 s.: fl. 3s, ec. 9s.). Красная круглая бетонная башня. Высота огня от основания (высота башни) — 92 фута. Высота огня от уровня моря: 30 метров (98 футов). Дальность видимости — 16 миль. Видимость (створ): 343°-177°. Резервный огонь L.Fl.W. 12s, 10M. F.W. (англ. fishing light shown at Sadovniki).

## Галерея

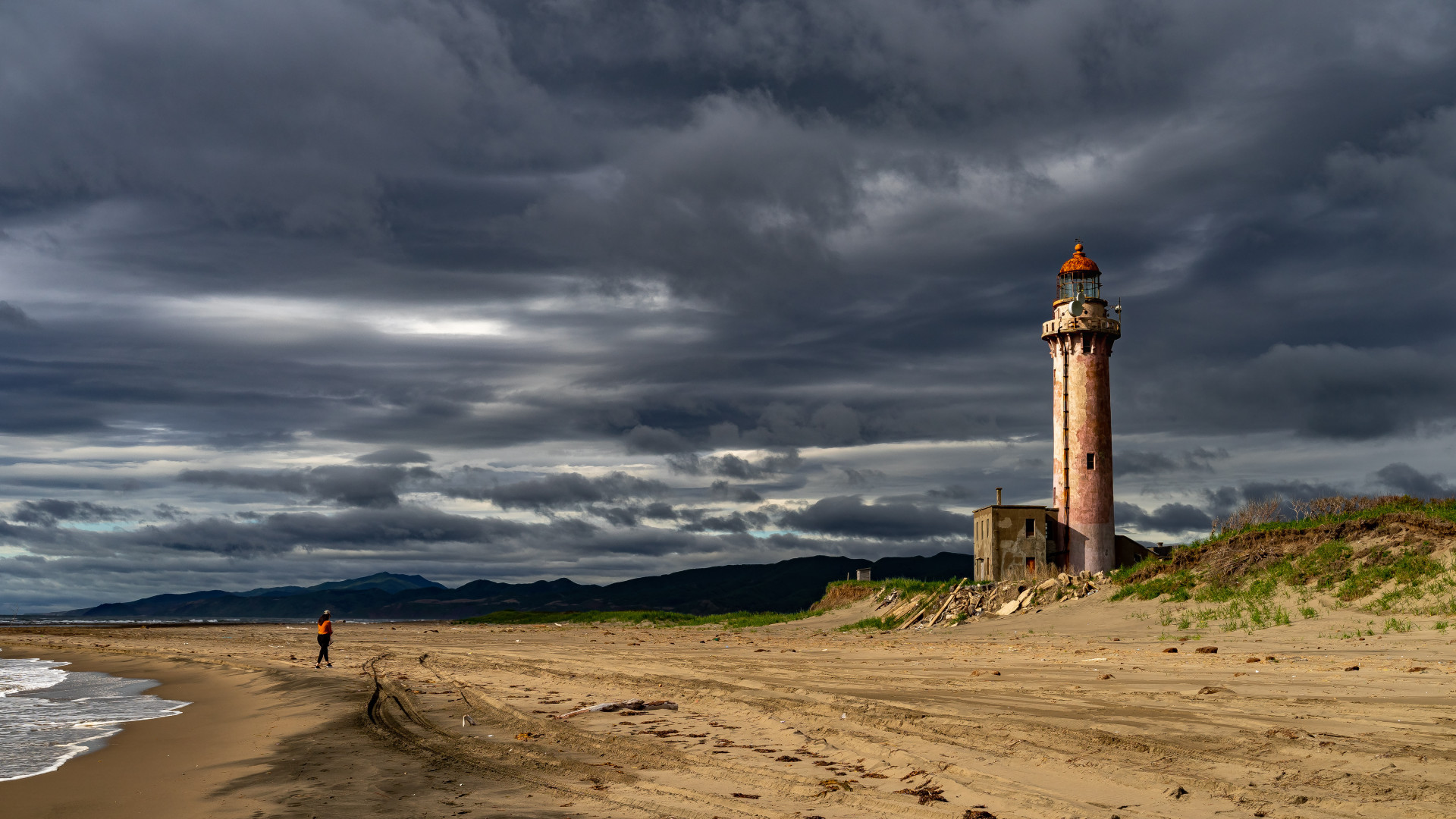
В ненастье. Фото: РГО, Сергей Андриенков
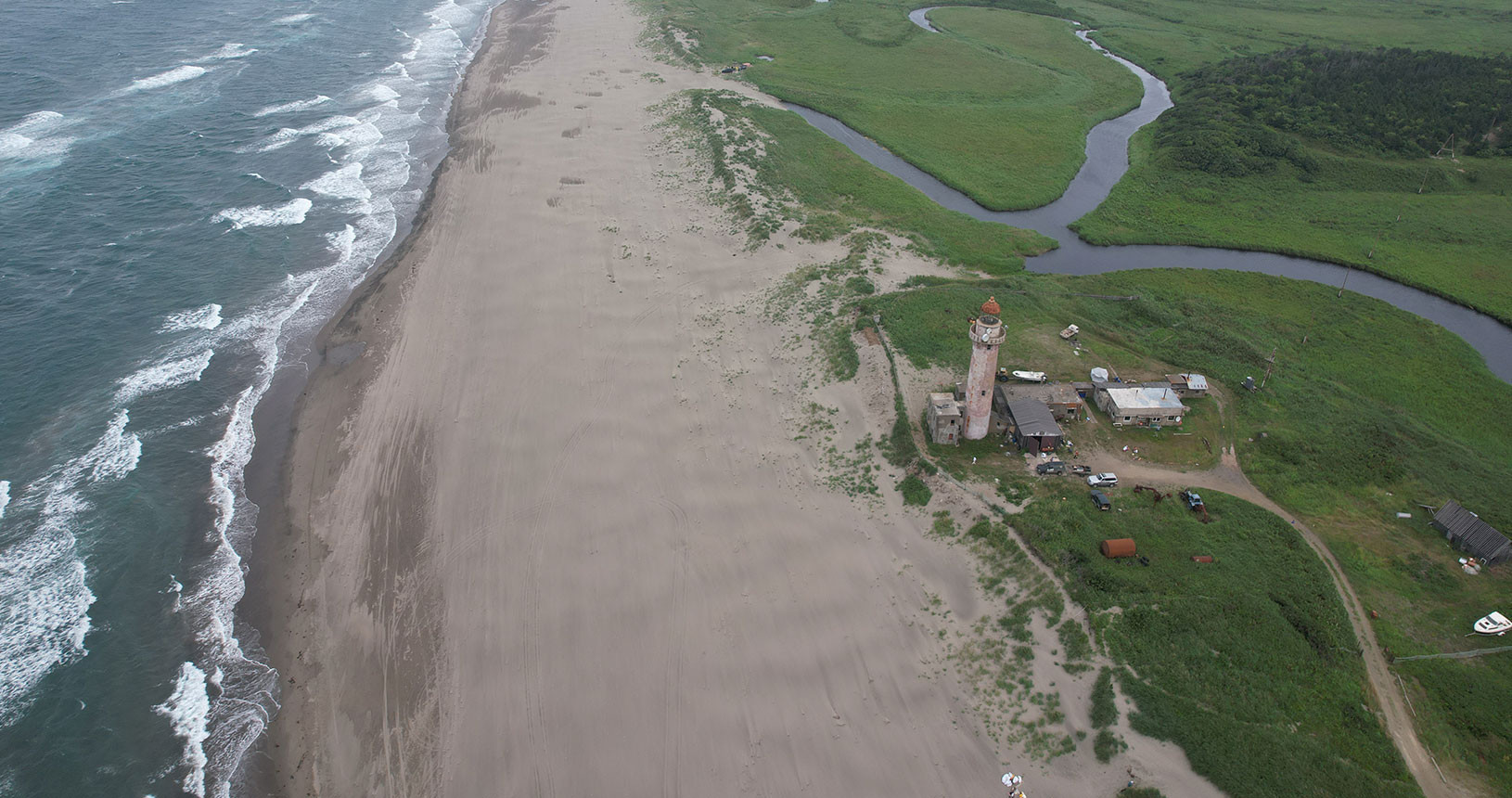
Берег. Фото: РГО
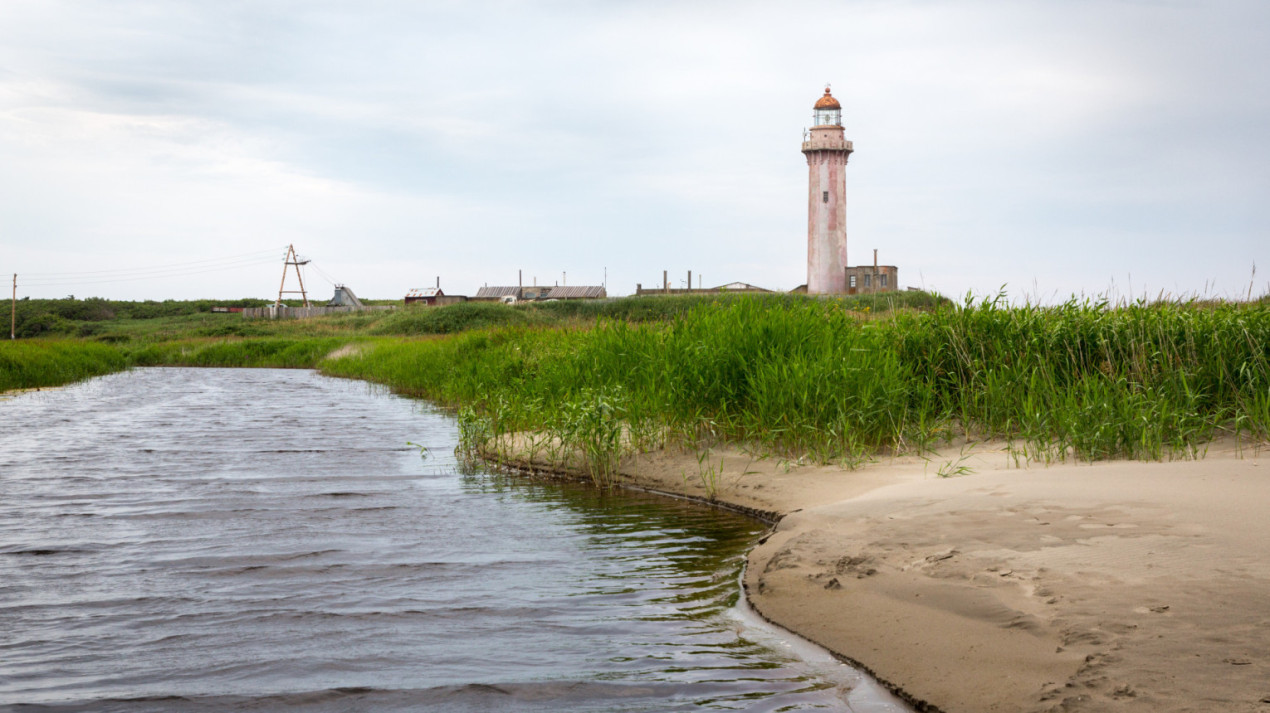
В 2023 году маяку 80 лет. Фото: РГО, Марина Круглякова
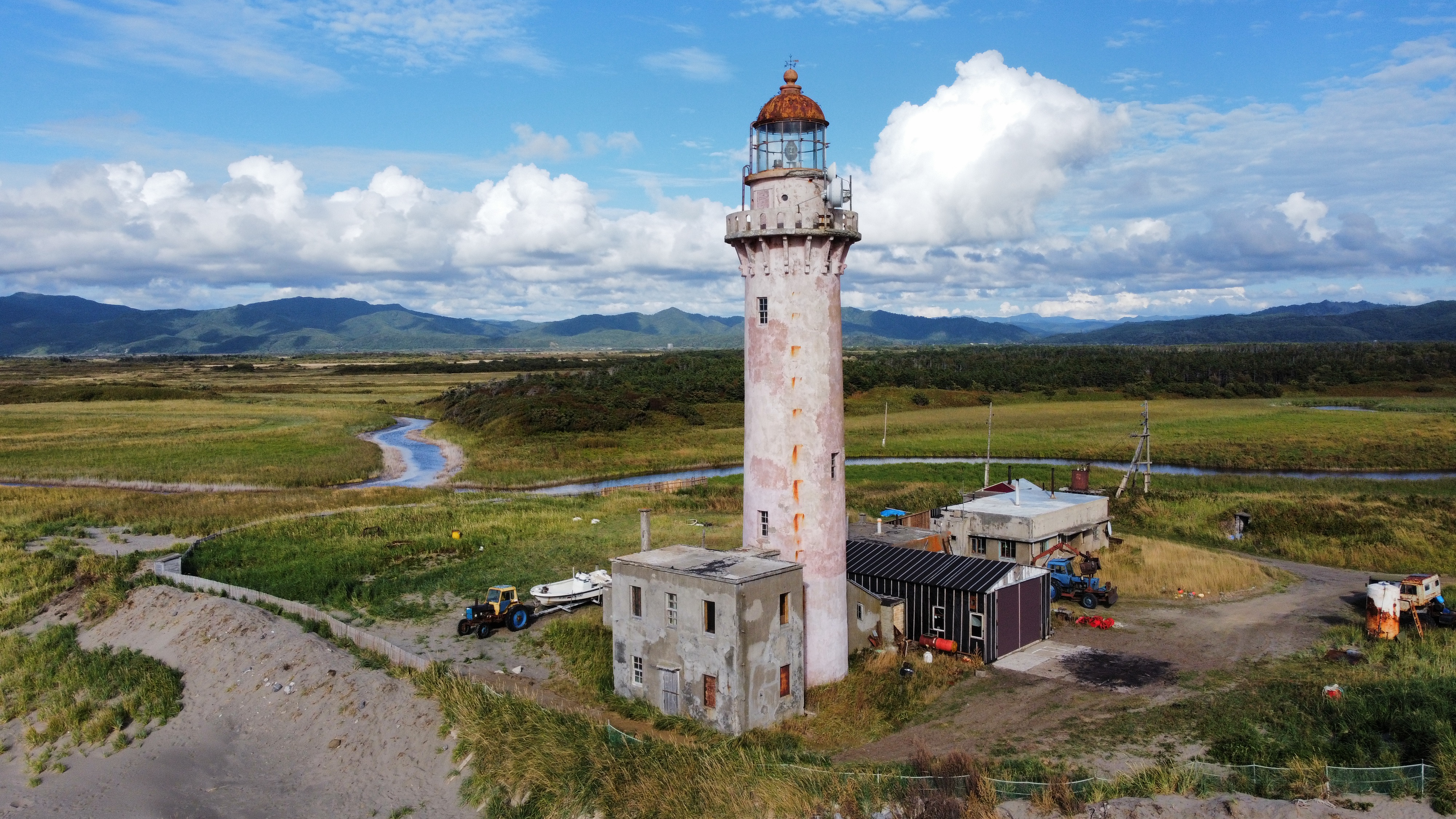
Маячные постройки. Фото: Katya2407 (Финалист WLM 2022)
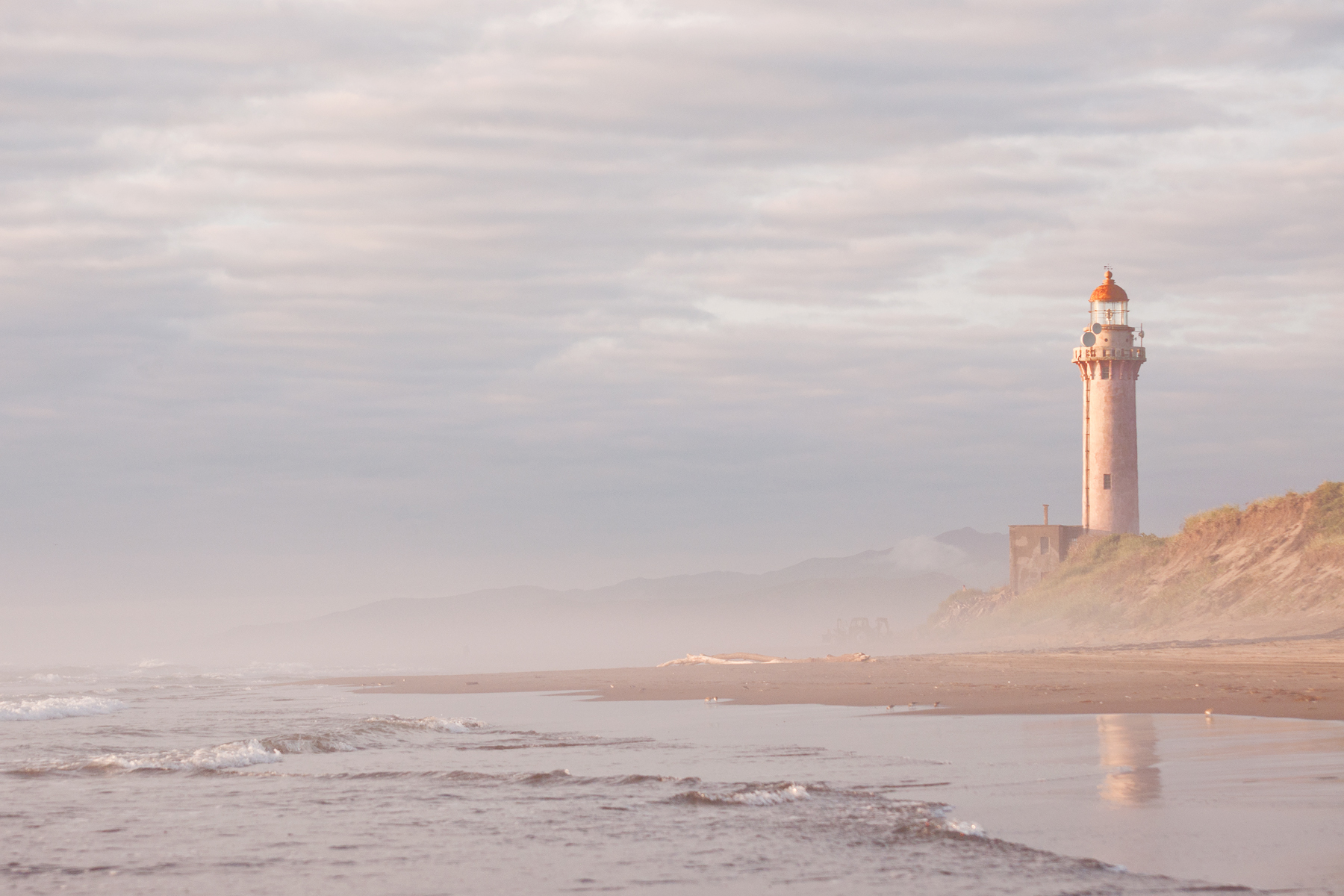
На закате. Фото: Максим Тыщенко (Фотоконкурс WLM 2019)
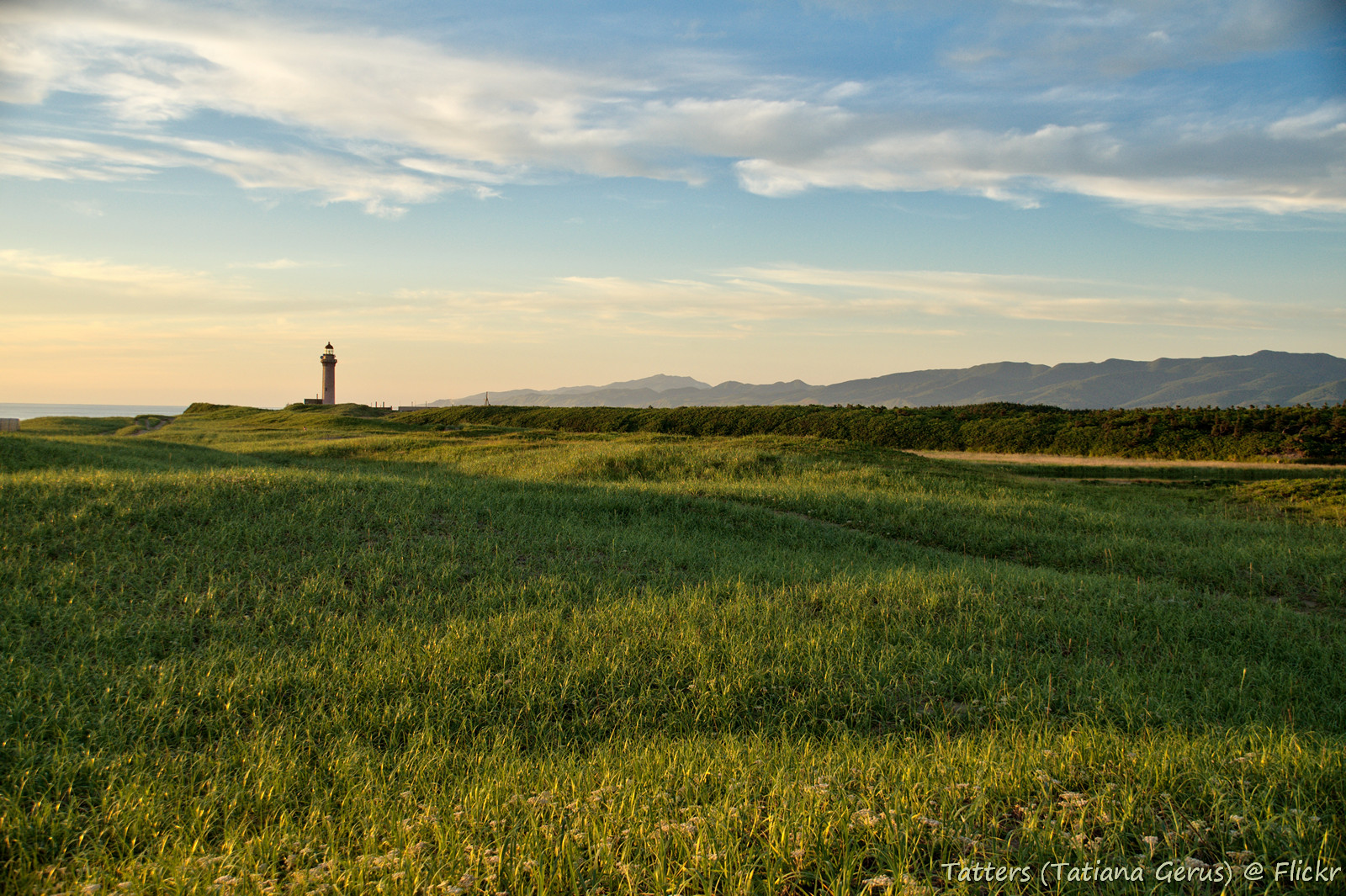
Ландшафт с маяком. Фото: Татьяна Герус / Tatters (Брисбен, Австралия)
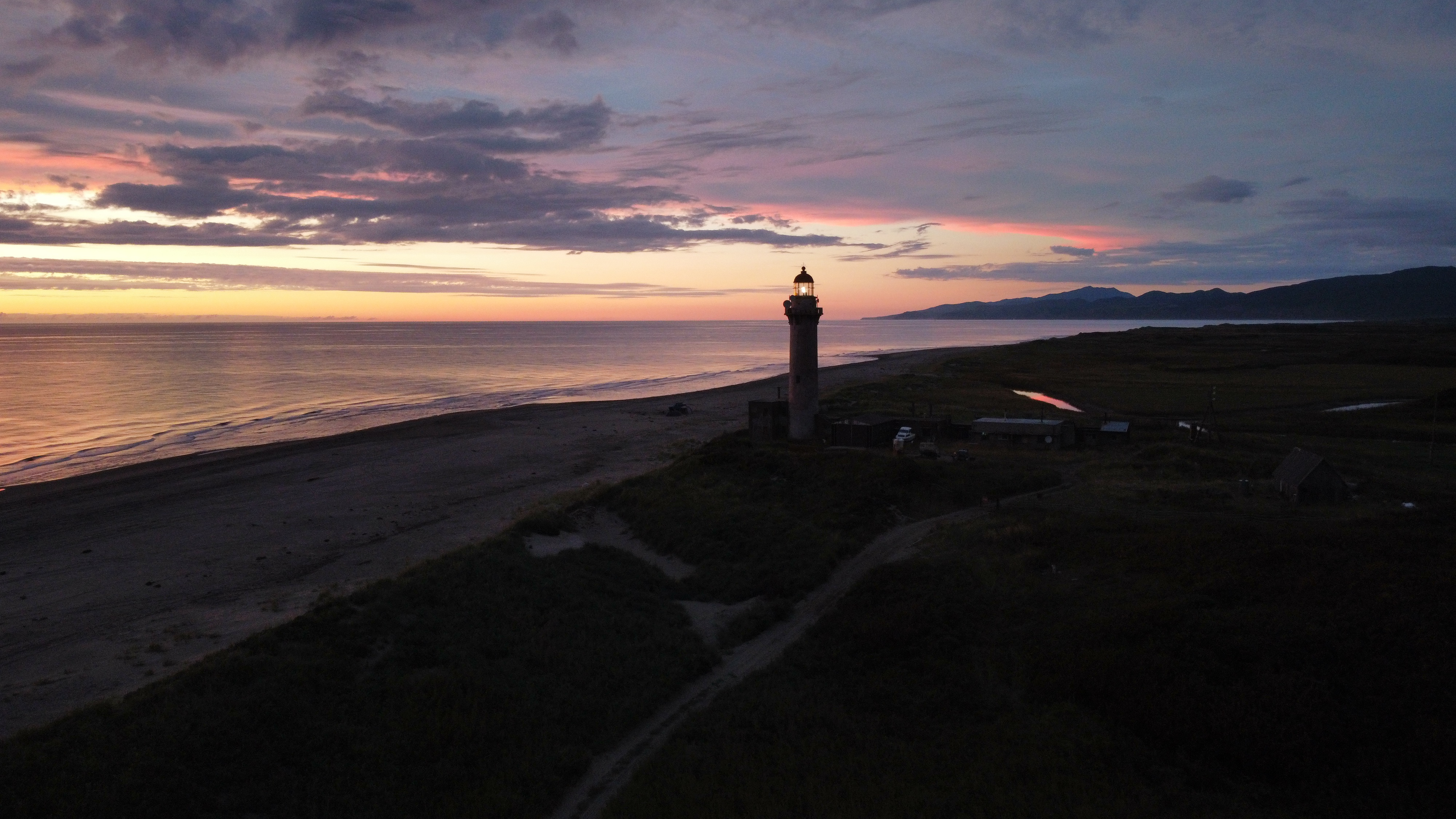
Свет маяка в сумерках. Фото: Katya2407